# Wetterfühligkeit
Wetterfühligkeit oder Meteoropathie oder Meteorotropismus bedeutet eine Überempfindlichkeit gegenüber Witterungserscheinungen wie z. B. Luftdruckschwankungen, Föhn, Hitzewellen, wechselnde Luftfeuchtigkeit, drückende Luft oder Gewitter. Sie wirkt sich auf Allgemeinbefinden, Stimmung und Leistungsfähigkeit aus. Die Wetterfühligkeit ist ein noch weitgehend unerforschtes medizinisches Phänomen der Meteorotropie. Als Ursachen werden Schwankungen des Luftdrucks und so genannte Atmospherics (kurz Sferics) diskutiert. Bislang gibt es nur vereinzelt gute Studien, die einen kausalen Zusammenhang zwischen Wetter und Wohlbefinden nachweisen. Beschrieben werden häufiger statistische Zusammenhänge (bestimmte Veränderungen im Wohlbefinden treten bei Wetterveränderungen häufiger auf).
Wetterfühligkeit gilt nicht als Krankheit, sondern bedeutet eine verminderte Fähigkeit, mit den natürlichen Wetterveränderungen umgehen zu können. Es besteht eine erhöhte Ansprechbarkeit bzw. erniedrigte Reizschwelle des vegetativen Nervensystems.
Von der Wetterfühligkeit zu unterscheiden ist die Wetterempfindlichkeit, die sich durch Verschlimmerung bestehender Krankheiten, örtlicher Beschwerden und Schmerzen äußert.

## Häufigkeit
Im Rahmen einer umfangreichen Studie zur Wetterfühligkeit, die vom Deutschen Wetterdienst im Auftrag des Umweltbundesamtes durchgeführt wurde, befragte das Institut für Demoskopie Allensbach 2013 eine repräsentative Stichprobe von 1623 Bundesbürgern zu diesem Thema (Koppe et al. 2013). 50 % der Befragten waren der Meinung, dass das Wetter auf ihre Gesundheit Einfluss habe. Die häufigsten genannten Beschwerden der sich wetterfühlig Fühlenden waren: Kopfschmerzen, Müdigkeit, Abgeschlagenheit.